# Alain Santy
Alain Santy (Lompret, 28 d'agost de 1949) va ser un ciclista francès que fou professional entre 1970 i 1976, durant els quals aconseguí 16 victòries. És germà del també ciclista Guy Santy.

## Palmarès
- 1971
  - 1r al Gran Premi d'Aix-en-Provence
  - 1r del Tour de Còrsega i vencedor d'una etapa
  - 1r del Premi de Soignies
- 1972
  - 1r del Critèrium d'Aix-en-Provence
- 1973
  - 1r del Premi de Wattrelos
  - 1r del Premi de Momignies
  - 1r del Tour de l'Oise
  - Vencedor d'una etapa a l'Étoile des Espoirs
- 1974
  - 1r de la París-Camembert
  - 1r del Critèrium del Dauphiné Libéré i vencedor d'una etapa
  - 1r a Pléaux
  - 1r a Serenac
- 1975
  - Vencedor de 2 etapes de l'Étoile de Bessèges
  - 1r a Le Samyn
  - 1r a Nantes

### Resultats al Tour de França
- 1972. Abandona (7a etapa)
- 1973. 31è de la classificació general
- 1974. 9è de la classificació general
- 1975. Abandona (15a etapa)